# 宮古島市熱帯植物園
宮古島市熱帯植物園（みやこじましねったいしょくぶつえん）は、沖縄県宮古島市平良東仲宗根添にある植物園である。

## 概要
沖縄県の各島の植物をはじめ、約1,600種、約4,000本の樹木を有する沖縄県内最大の人工熱帯植物園である。園内には、宮古島市体験工芸村が併設されている。

## 沿革
1966年（昭和41年）5月24日に都市公園計画が決定され、翌1967年（昭和42年）4月に造園が開始された。この植物園が位置する場所は、戦前にはリュウキュウマツの森林であったが、戦時中に陣地構築のために日本軍によって伐採され、造園前には不良林地となっていた。
2009年（平成21年）5月30日には、園内に宮古島市体験工芸村が開設された。
2011年（平成23年）には、宮古島市の「宮古花の王国」づくりの一環として、石原和幸の施工によるリニューアルが行われている